# Fédération d'échecs de Singapour
La Fédération d'échecs de Singapour (en anglais : Singapore Chess Federation) est l'organisme qui a pour but de promouvoir la pratique des échecs à Singapour. Elle est affiliée à la Fédération internationale des échecs depuis 1960. Son président est Ignatius Leong.